# بوشکوو گورنه
بوشکوو گورنه (به لهستانی:  Buszkowy Górne) یک روستا در لهستان است که در گمینا کولبوده واقع شده‌است. بوشکوو گورنه ۶۲۰ نفر جمعیت دارد.